# 皮納河

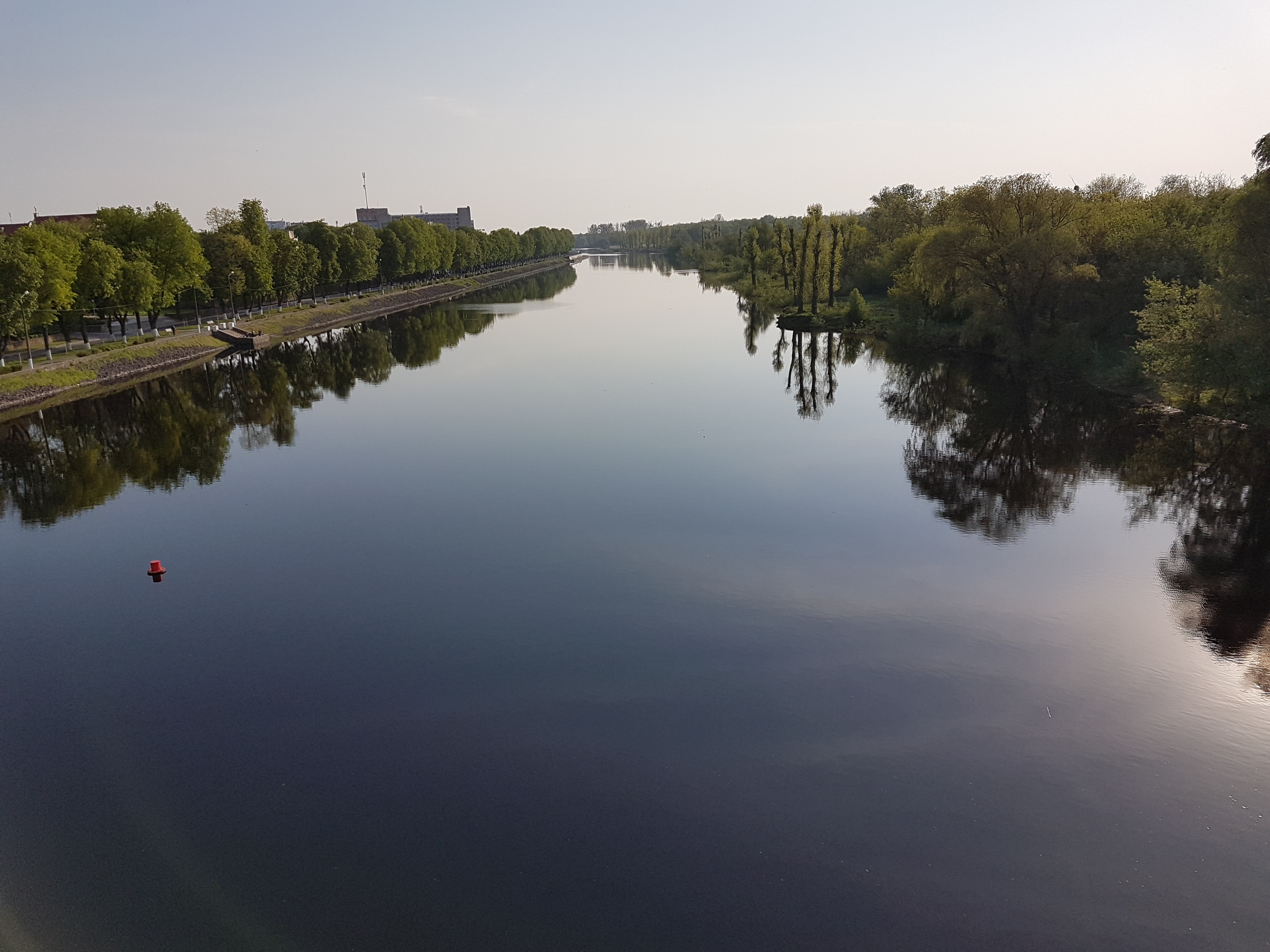
皮納河

皮納河（白俄羅斯語：Піна）是白俄羅斯的河流，屬於普里皮亞季河的左支流，是第聶伯河-布格河運河的一部分，由布列斯特州負責管轄，河道全長40公里，流域面積2,460平方公里，河畔城鎮有平斯克。
52°06′N 26°08′E / 52.100°N 26.133°E